# 库塔条件
库塔条件（英語：Kutta condition）是流体力学与空气动力学中的一个原则，其名称源于德国数学家、空气动力学家马丁·威尔海姆·库塔。
库塔条件是指当有尖锐后缘的物体（如翼型）在流体中运动时，会产生一个绕物体环量，其强度恰好能使流经上、下表面的流体在后缘处平滑汇合，使得后缘成为流动驻点（速度为零）。如后缘非尖点而为小圆弧时，库塔条件要求流经上、下表面后的流体速度在后缘处为相等的有限值。
库塔条件是由黏性导致的，使用库塔条件可以在无黏势流理论中引入黏性效应，这在计算升力时十分重要（库塔-儒可夫斯基定理）。